# Guy Rétoré
Guy Rétoré, né le 7 avril 1924 à Paris et mort le 14 décembre 2018 à Olivet (Loiret),, est un metteur en scène et directeur de théâtre français, fondateur du théâtre de l'Est parisien. 

## Biographie
Né à Paris 20e dans le quartier de Ménilmontant,, Guy Rétoré crée en 1951 dans ce quartier la Guilde, compagnie théâtrale amateur qui gagne le premier prix du concours des Jeunes Compagnies, en 1957. La Guilde s'installe alors rue du Retrait, dans la salle de spectacles du Patronage Saint Pierre. Guy Rétoré lui donne le nom de théâtre de Ménilmontant en 1958. Il y restera pendant trois ans. Le ministère subventionne la Guilde à partir de 1960 en tant que troupe permanente, et l'installe au sein du théâtre de l'Est parisien en 1963, dont Guy Rétoré prend la tête. 
Il laisse sa place de directeur en juillet 2001, après une longue polémique l'opposant à Catherine Trautmann sur la nomination de son successeur, Catherine Anne. Celle-ci ne prend la tête du théâtre qu'en juin 2002, après une année de transition assurée par Jean-Paul Davois. 

### Famille
Guy Rétoré est le père de Catherine Rétoré et grand-père de Sara Llorca, toutes deux actrices.

## Distinctions
- Commandeur de l'ordre national du Mérite (1995)[7]

## Théâtre

### Comédien
- 1975 : Coquin de coq de Sean O'Casey, mise en scène Guy Rétoré, Festival d'Avignon

### Metteur en scène
- 1956 : Fabien de Marcel Pagnol, théâtre des Bouffes-Parisiens
- 1957 à 1961 : Vie et Mort du Roi Jean (Shakespeare), Les Grenadiers de la Reine (Cosmos et Farquhar), La Fille du Roi Jean (Cosmos), Macbeth (Shakespeare), L'Avare (Molière), Les Caprices de Marianne (Alfred de Musset), L'Île des esclaves (Marivaux)[8], La Fleur à la Bouche (Pirandello), Le Manteau (Nicolas Gogol). Mises en scène au théâtre de Ménilmontant.
- 1965 : La locandiera de Carlo Goldoni, théâtre de l'Est parisien
- 1965 : Monsieur Alexandre de Jean Cosmos, théâtre de l'Est parisien
- 1966 : Mesure pour mesure de William Shakespeare, théâtre de l'Est parisien
- 1966 : Turcaret d'Alain-René Lesage, théâtre de l'Est parisien
- 1966 : Vous vivrez comme des porcs de John Arden, théâtre de l'Est parisien
- 1967 : La Coupe d'argent  de Sean O'Casey, théâtre de l'Est parisien
- 1967 : Le Manteau de Nicolas Gogol, théâtre de l'Est parisien
- 1968 : Les Treize Soleils de la rue Saint-Blaise d'Armand Gatti, théâtre de l'Est parisien
- 1968 : La Bataille de Lobositz de Peter Hacks, théâtre de l'Est parisien
- 1969 : Lorenzaccio  d'Alfred de Musset, théâtre de l'Est parisien
- 1969 : La Bataille de Lobositz de Peter Hacks, théâtre de l'Est parisien
- 1970 : Major Barbara de George Bernard Shaw, théâtre de l'Est parisien
- 1970 : L'Âne de l'hospice de John Arden, théâtre de l'Est parisien
- 1970 : La Bataille de Lobositz de Peter Hacks, Castello Sforzesco Milan Piccolo Teatro
- 1970 : L'Opéra de quat'sous de Bertolt Brecht, théâtre de l'Est parisien
- 1975 : Androclès et le Lion de George Bernard Shaw, théâtre de l'Est parisien
- 1975 : Coquin de coq de Sean O'Casey, Festival d'Avignon
- 1976 : Maître Puntila et son valet Matti de Bertolt Brecht, Comédie-Française au théâtre Marigny
- 1977 : L'Otage de Paul Claudel, Festival d'Avignon
- 1978 : Maître Puntila et son valet Matti de Bertolt Brecht, théâtre de l'Est parisien
- 1979 : Jules César de William Shakespeare, théâtre de l'Est parisien
- 1980 : Fin de partie de Samuel Beckett, théâtre de l'Est parisien
- 1982 : Le Voyage fantastique de la Thalimène de Philippe Arthuys, mise en scène collective, théâtre de l'Est parisien
- 1983 : Clair d'usine de Daniel Besnehard, théâtre de l'Est parisien
- 1984 : 325 000 francs de Roger Vailland, théâtre de l'Est parisien
- 1986 : Poussière pourpre de Sean O'Casey, théâtre de l'Est parisien
- 1987 : Fragment d'une pièce en train de s'écrire de Denise Bonal, théâtre de l'Est parisien
- 1987 : Entre passions et prairie de Denise Bonal, théâtre de l'Est parisien
- 1990 : La Résistible Ascension d'Arturo Ui de Bertolt Brecht

## Filmographie

### Cinéma
- 1975 : Section spéciale de Costa Gavras

### Télévision
- 1975 : Mourir pour Copernic de Bernard Sobel